# 安田章大
安田章大（日语：／ Yasuda Shōta，1984年9月11日—），日本傑尼斯事務所旗下偶像團體「關西傑尼斯8」成員之一，團體以樂團形式演出時負責演奏吉他，團體中的代表色是藍色，血型A型。

## 簡歷
- 因為姊姊認為安田是「只要去做，就什麼事都難不倒」的孩子，自行替他寄履歷到傑尼斯事務所。
- 1997年9月6日，順利通過甄選後加入事務所，同時期通過甄選的有：丸山隆平（第2次參加甄選會）、錦戶亮、大倉忠義。
- 小傑尼斯時期：主要為澀谷昴、橫山裕、村上信五伴舞。與丸山隆平、錦戶亮、大倉忠義等小傑尼斯組成「B.I.G.WEST」。與内博貴、丸山隆平、大倉忠義等小傑尼斯組成樂團「V.WEST」。
- 2002年12月18日：與關西Jr.組成關西傑尼斯8。
- 2004年9月22日：隨關西傑尼斯8發行CD《浪花伊呂波節》出道。（2004年8月25日，發行CD《浪花伊呂波節》關西限定盤。）
- 2006年12月13日－15日：於大阪松竹座開個人演唱會。
- 2008年2月10日－26日：在舞台劇《818》裡一人飾演五個角色。
- 2009年3月16日－4月19日：初次主演舞台劇《カゴツルベ》。
- 2012年7月：初次主演電視連劇《ドラゴン青年団》。
- 2013年11月：初次主演電影《ばしゃ馬さんとビッグマウス》。
- 2017年2月：因耳鳴、失去平衡，決定到醫院做檢查，檢查後得知罹患腦腫瘤、通知父母和經紀人後，直接進行12小時的大手術才將腦腫瘤取出。
- 2018年4月9日：因站起來時暈眩而不小心跌倒，導致背部和腰部骨折，需休養三個月。未能出席4月15日舉行的成員澀谷昴退團記者會。
- 2018年7月2日：傑尼斯事務所公布安田章大去年罹患良性腦腫瘤，經手術後已無大礙，但仍需定期檢查。由於腦部手術產生後遺症，須長期配戴阻擋強光的眼鏡。
- 2020年5月25日：原本預定於2020年夏季奧林匹克運動會負責兵庫縣尼崎市的聖火傳遞，後來因新型冠狀病毒病疫情決定將奧運會延期至2021年5月24日。
- 2021年5月10日，隨著日本疫情緊急事態延長，聖火傳遞路線改從姫路市到丹波篠山市的兩個無觀眾會場。

## 參加的組合
- B.I.G.WEST

結成日期：1998年6月7日
組合成員：丸山隆平、安田章大、錦戶亮、大倉忠義，共19名小傑尼斯
- V.WEST

結成日期：2001年4月
組合成員：丸山隆平（貝斯）、安田章大（吉他）、大倉忠義（爵士鼓）、内博貴等（主唱），共7名小傑尼斯
- すばるBAND

結成日期：2002年12月
組合成員：澀谷昴（主唱）、丸山隆平（貝斯）、安田章大（吉他）、大倉忠義（爵士鼓）
- 三兄弟

結成日期：2003年
組合成員：橫山裕（作詞）、澀谷昴（主唱）、安田章大（譜曲）
- 山田（相聲組合）

結成日期：2005年
組合成員：丸山隆平、安田章大
- 関ジミ3、大山田

結成日期：2005年
組合成員：丸山隆平、安田章大、大倉忠義
- 伝説の狩人・ヨシャオ族

結成日期：2013年
組合成員：橫山裕、澀谷昴、安田章大、大倉忠義
- リスペクトチーム（Respect Team）

組合成員：今井翼、澀谷昴、安田章大
結成原由：由堂本剛的粉絲命名，因為這三位成員都對堂本剛很「尊敬（Respect）」。並沒有實質的娛樂活動。

## 參與演出
※僅列出個人活動部分，團體共同參與的演出請參照關8相關欄目。

### 綜藝
- Music Jump（NHK BS2・NHK BShi）1997年～2000年  已結束播放
- 8時だJ（朝日電視台系列）1998年～1999年 已結束播放
- 京都ビストロジャーニー（朝日放送）1998年～1999年 已結束播放
- やったるJ（朝日電視台系列）1999年～2000年 已結束播放
- ピカイチ（NTV系列）1999年～2000年 已結束播放
- 週刊v．west（關西電視台、BS FUJI）2002年9月結束播放
- J3 KANSAI（關西電視台、BS FUJI）2003年3月結束播放
- 裏ジャニ（TV TOKYO）2005年3月結束播放
- ∞のギモン（TV TOKYO）2005年9月結束播放
- ほんじゃに!（關西電視台、BS FUJI、tvk、千葉電視台、埼玉電視台、栃木電視台、福井電視台、岐阜放送、三重電視台）2007年4月結束播放
- 関ジャニ∞のジャニ勉（關西電視台、BS FUJI、tvk、千葉電視台、埼玉電視台、栃木電視台、福井電視台、岐阜放送、三重電視台）
- スカ☆J一番星 （TV TOKYO）2007年3月結束播放
- むちゃ∞ぶり （TV TOKYO）2008年3月結束播放
- ありえへん∞世界（TV TOKYO）2008年4月～
- ザ・少年倶楽部（NHK BS2,BShi）※不定期出演
- 裸の少年（朝日電視台）※不定期出演
- 美味紳助（朝日電視台）※不定期出演
- ありえへん∞世界（TV TOKYO）
- 関ジャニ∞の代打屋（2007年12月29日 朝日電視台）
- それゆけ!ダイダマン2（2008年6月27日 朝日電視台）
- 関ジャニ∞の地球救出大作戦 Can! ジャニ～彼らはそれを可能にする～（朝日電視台）2008年10月4日開始播放
- トーキョーライブ!～(TOKYO LIVE) 23:58 LIVE 直播～(金曜日担当)2014年3月31日～4月11日

### 電視劇
- 七人のサムライ J家の反乱（1999年4月9日－2000年9月29日，朝日放送）－飾演 城之内章大
- 怖い日曜日〜新章〜 第3集「アフリカより」（1999年10月17日，日本電視台）
- 怖い日曜日〜2000〜 第10集「記憶からの使者〜よみがえる過去の恐怖!!」（2000年9月10日，日本電視台）
- ショコラ（2003年5月26日－7月25日，TBS電視台）－飾演 中ノ島達人
- 自転車少年記（2006年11月23日，東京電視台）－主演 昇平（與丸山隆平雙主演）
- 関ジャニ∞青春 Drama Series「Dive to the future」（2006年12月27日，關西電視台）－飾演 北白河悟
- 関ジャニ∞青春 Drama Series「Double」（複体）（2006年12月28日，關西電視台）－飾演 DJ安田
- ヤスコとケンジ 第5集（2008年8月9日，日本電視台）－飾演 山田幹夫
- ROMES／空港防御システム（2009年10月15日－12月10日，NHK）－飾演 砂村多駒
- 0号室の客 Second Story（2009年11月20日－12月4日，富士電視台）－主演 鈴木淳（與丸山隆平雙主演）
- 24小時電視 特別劇「只要活著就好」（2011年8月20日，日本電視台）－飾演 清水弘樹
- もう誘拐なんてしない（2012年1月3日，富士電視台）－飾演 白石浩太
- パパドル!（2012年4月19日－6月28日，TBS電視台）- 飾演 安田章大（本人）
- パパドル! 特別編（2012年5月3日，TBS電視台）- 飾演 安田章大（本人）
- ドラゴン青年団（2012年7月19日－9月27日，每日放送／TBS電視台）－主演 ヨシオ
- 夜行觀覽車（2013年1月18日－3月22日，TBS電視台）- 飾演 高橋良幸
- なるようになるさ。第1季（2013年7月12日－9月20日，TBS電視台）- 飾演 大竹昇
- なるようになるさ。第2季（2014年4月22日－6月24日，TBS電視台）- 飾演 大竹昇
- フラジャイル 第5集（2016年2月10日，富士電視台）- 飾演 小早川洋行

### 電影
- エイトレンジャー（2012年7月28日上映，東宝）－主演 安原俊（Blue） （由關西傑尼斯8主演）
- ばしゃ馬さんとビッグマウス（2013年11月2日上映，東映）－主演 天童義美（與麻生久美子雙主演）
- エイトレンジャー2（2014年7月26日上映，東宝）－主演 安原俊（Blue） （由關西傑尼斯8主演）
- スキャナー 記憶のカケラをよむ男（2016年4月29日上映，東映）- 飾演 佐々部悟

### 舞台劇
- KYO TO KYO（1998年4月18日－11月29日，京都シアター1200）
- カゴツルベ（2009年3月16日－31日，青山劇場／4月16日 - 19日，NHK大阪ホール）－主演  佐野次郎左衛門
- トラストいかねぇ（2011年7月9日－8月1日，東京グローブ座／8月4日－7日，シアター・ドラマシティ）－主演 野森正
- ジュリエット通り（2014年10月8日－31日，シアターコクーン／11月20日－22日，コスモスシアター／11月27日－30日，シアターBRAVA!）－主演 田崎太一
- 俺節（2017年5月28日－6月18日，赤坂 ACT Theater／6月24日－30日，ORIX Theater）－主演 海鹿耕治
- 音楽劇「マニアック」（2019年1月19日－29日，森ノ宮ピロティホール／2月5日－27日，新国立劇場）－主演 犬塚アキラ
- 忘れてもらえないの歌（2019年10月15日－30日，赤坂ACTシアター／11月4日－10日，オリックス劇場）－主演 滝野亘
- パルコ・プロデュース「リボルバー ～誰が【ゴッホ】を撃ち抜いたんだ?～」（2021年7月10日－8月1日，PARCO劇場／8月6日－8月15日，東大阪市文化創造館）－主演 ゴッホ

### 廣播
- 村上信五の週刊関ジャニ通信（ABC RADIO） ※不定期出演
- 聞くジャニ∞（MBS RADIO） ※不定期出演
- レコメン（文化放送）※不定期出演

### CM
- ヤン坊マー坊天気予報　放送開始40周年
- HOUSE食品「焙りコーン」
- HOUSE食品「好きやねん」（関西地區限定播放）
- 東京NEWS通信社「TV GUIDE」（2006年聖誕節超特大號・2007年元月超特大號）
- 日清食品「日清炒麵U.F.O.」男道場 MEN篇（2007年3月）
- 日清食品「日清炒麵U.F.O.」男道場　幸運篇（2007年6月）
- 日清食品「日清炒麵U.F.O. NEXT GENERATION」「あなたならどっち」篇
- 日清食品「日清炒麵U.F.O.」男道場 圈外篇
- 日清食品「日清炒麵U.F.O.」男道場 滿月篇

### 雜誌連載
- 別冊FRIEND「幸せごっこ」

### 演唱會
- 1998年12月27日～1999年 1月 6日Johnnys Jr.「Johnny's Winter Concert」橫濱・大阪
- 1999年 5月 2日～ 6月20日Johnnys Jr.「Fresh Spring Concert '99」橫濱・大阪
- 1999年 8月13日～15日関西Jr.「FIRST LIVE」Zeep大阪
- 1999年10月 9日Johnnys Jr.「特急投球コンサート」（東京巨蛋 ）
- 1999年12月20日～25日関西Jr.「X'mas present」（大阪松竹座）
- 2006年12月13～15日 SOLO CONCERT （大阪松竹座）

## 影音作品
※有關以關8身份之活動，請參考關8相關欄目。

### 電視劇DVD
- 2007年6月22日　自転車少年記

## 音樂創作
| 年   | 曲名                              | 作詞                    | 作曲                    | 哥手                    | 收錄作品                                                                             |
| ---- | --------------------------------- | ----------------------- | ----------------------- | ----------------------- | ------------------------------------------------------------------------------------ |
| 2003 | Soul way                          | 澀谷                    | 安田                    | すばるBAND              |                                                                                      |
| 2004 | ONE                               | 澀谷                    | 安田                    | すばるBAND              | 第01張 專輯《KJ1 F・T・O》                                                           |
| 2005 | みかん                            | 橫山                    | 安田                    | 三兄弟                  | 第01張 演唱會DVD《Excite!!》                                                         |
| 2005 | アメちゃん                        | 橫山                    | 安田                    | 三兄弟                  | 第02張 演唱會DVD《Spirits!!》                                                        |
| 2006 | Who's foods?                      | 安田、村上、丸山        | TAKESHI                 | 安田、村上、丸山        |                                                                                      |
| 2006 | High Position                     | 澀谷                    | 安田                    | すばるBAND              |                                                                                      |
| 2006 | プリン                            | 橫山                    | 安田                    | 三兄弟                  | 第01張 專輯《KJ1 F・T・O》                                                           |
| 2006 | オニギシ                          | 橫山                    | 安田                    | 三兄弟                  | 第01張 專輯《KJ1 F・T・O》                                                           |
| 2006 | ミセテクレ                        | 安田、飯岡隆志          | 飯岡隆志                | 關八                    | 第01張 專輯《KJ1 F・T・O》                                                           |
| 2006 | ∞SAKAおばちゃんROCK               | 關八、久保田洋司        | 馬飼野康二              | 關八                    | 第04張 單曲《∞SAKAおばちゃんROCK／大阪ロマネスク》 第02張 專輯《KJ2 ズッコケ大脱走》 |
| 2007 | わたし鏡                          | 安田                    | 安田                    | 安田                    | 第02張 專輯《KJ2 ズッコケ大脫走》                                                    |
| 2007 | Down up↑                          | 澀谷                    | 安田                    | すばるBAND              |                                                                                      |
| 2008 | それぞれの君と                    | 安田                    | 安田                    | 安田                    |                                                                                      |
| 2008 | desire                            | 澀谷                    | 安田                    | 安田、澀谷              | 第09張 單曲《無責任ヒーロー》（初回限定盤B 特典DVD）                                 |
| 2008 | ∞o'clock 08                       | 關八                    | TAKESHI                 | 關八                    | 第09張 單曲《無責任ヒーロー》                                                        |
| 2008 | fuka-fuka Love the Earth          | 關八、TAKESHI           | TAKESHI                 | 關八                    | 第09張 單曲《無責任ヒーロー》                                                        |
| 2009 | アイライロ                        | 安田                    | 安田                    | 安田                    | 第03張 專輯《PUZZLE》                                                                |
| 2009 | Kicyu                             | 橫山                    | 安田                    | 安田、橫山              | 第03張 專輯《PUZZLE》（初回限定盤 特典DVD）                                          |
| 2009 | Snow White                        | 安田、錦戶              | 安田、錦戶              | 關八                    | 第13張 單曲《GIFT 〜緑〜》                                                           |
| 2010 | cHocoレート                       | 橫山                    | 安田                    | 橫山                    |                                                                                      |
| 2010 | TOPOP                             | 安田                    | 安田                    | 安田                    | 第04張 專輯《8UPPERS》                                                               |
| 2010 | 『って!!!!!!!』                   | 安田、大倉              | 安田                    | 關八                    | 第04張 專輯《8UPPERS》                                                               |
| 2011 | Eightopop!!!!!!!                  | 安田                    | 安田                    | 關八                    | 第18張 單曲《365日家族》                                                             |
| 2011 | Dye D?                            | 安田                    | 安田                    | 關八                    | 第05張 專輯《FIGHT》                                                                 |
| 2011 | 夜な夜な☆ヨーNIGHT                | 安田、村上、大倉        | 安田                    | 安田、村上、大倉        | 第05張 專輯《FIGHT》                                                                 |
| 2012 | ∞レンジャー                       | 關八、磯崎健史          | 磯崎健史                | 關八                    | 第21張 單曲《ER》                                                                    |
| 2012 | クルトン                          | 橫山                    | 安田                    | 關八                    | 第01張 精選專輯《8EST》                                                              |
| 2013 | 天童義美のラブソング              |                         | 安田                    | 安田                    | 電影《ばしゃ馬さんとビッグマウス》                                                   |
| 2013 | All is well                       | 關八                    | 安田                    | 關八                    | 第06張 專輯《JUKE BOX》                                                              |
| 2013 | Your WURLITZER                    | 錦戶                    | 安田、錦戶              | 關八                    | 第06張 專輯《JUKE BOX》                                                              |
| 2013 | 狩(仮)                            | 安田、橫山、 澀谷、大倉 | 大西省吾                | 安田、橫山、 澀谷、大倉 | 第06張 專輯《JUKE BOX》                                                              |
| 2014 | ありがとう                        | 安田、橫山、 澀谷、大倉 | 安田、橫山、 澀谷、大倉 | 關八                    | 第10張 演唱會DVD《KANJANI∞ LIVE TOUR JUKE BOX》 （初回限定盤）                       |
| 2014 | ゆ                                | 澀谷                    | 安田                    | 關八                    | 第07張 專輯《関ジャニズム》                                                          |
| 2014 | アイスクリーム                    | 安田、錦戶              | 安田、錦戶              | 安田、錦戶              | 第07張 專輯《関ジャニズム》                                                          |
| 2015 | バリンタン                        | 村上                    | 安田                    | 關八                    | 第08張 專輯《関ジャニ∞の元気が出るCD!!》                                             |
| 2015 | 元気が出るSONG                    | 關八                    | 關八                    | 關八                    | 第08張 專輯《関ジャニ∞の元気が出るCD!!》                                             |
| 2015 | my store 〜可能性を秘めた男たち〜 | 安田、丸山、大倉        | 丸山、TAKESHI           | 大山田                  | 第08張 專輯《関ジャニ∞の元気が出るCD!!》                                             |
| 2016 | Black of night                    | 安田                    | 安田                    | 關八                    | 第37張 單曲《NOROSHI》                                                               |
| 2017 | Never Say Never                   | 安田                    | 安田                    | 關八                    | 第09張 專輯《ジャム》                                                                |
| 2017 | JAM LADY                          | 安田                    | 安田                    | 關八                    | 第09張 專輯《ジャム》                                                                |
| 2018 | All you need is laugh             | 安田、錦戶              | 安田、錦戶              | 關八                    | 第41張 單曲《ここに》                                                                |
| 2018 | My dreams                         | 大倉                    | 安田                    | 關西小傑尼斯            |                                                                                      |
| 2018 | Can't stop                        | 大倉                    | 安田                    | 關西小傑尼斯            |                                                                                      |
| 2019 | My Story                          | 大倉                    | 安田                    | 關八                    | 第43張 單曲《友よ》                                                                  |
| 2020 | Re:LIVE                           | 關八                    | zero-rock               | 關八                    | 第44張 單曲《Re:LIVE》                                                               |
| 2021 | ありのままの扉                    | 安田                    | 安田                    | 安田                    |                                                                                      |
| 2021 | クリームシチュー                  | 關八                    | 關八                    | 關八                    | 第46張 單曲《ひとりにしないよ》                                                      |
| 2021 | 9                                 | 安田                    | 安田                    | 安田                    | 第10張 專輯《8BEAT》                                                                 |